# Exaheva
Exaheva, née le 29 juillet 1990, est une artiste pluridisciplinaire,  autrice de bande dessinée alternative et musicienne belge.

## Biographie
Exaheva naît le 29 juillet 1990.
Elle se nourrit de mangas pendant sa jeunesse. Elle étudie la bande dessinée à l’Institut Saint-Luc de Bruxelles. Elle y rencontre Félix Laurent et en sort diplômée. Elle commence de nombreuses petites expériences de bande dessinée digitale qu’elle publie sur son blog. Pendant son master, elle commence à réaliser Still Heroes qui est le fruit de ses expériences passées. Fin 2015, elle lance Mekka Nikki avec le dessinateur français Félix Laurent publiée initialement sous forme de fanzines publiés par le collectif Jean Guichon Éditeur,. 
Cette bande dessinée de science-fiction conte l'histoire des habitants du village de Nikki frappés d'une terrible maladie depuis des générations. À tout moment, ils peuvent se pétrifier pour toujours... 10 ans après le départ de son père pour trouver un remède sans jamais revenir, Nikki décide de prendre les choses en main !
Mekka Nikki est publié en 2 tomes dans la collection « Grand Souk » des éditions nantaises Vide Cocagne de 2020 à 2022. Ces deux tomes sont réédités par Les Humanoïdes associés en 2024. La série revue et augmentée est prévue en 4 tomes avant son adaptation en dessin animé. Les tomes 3 et 4 sortent simultanément en octobre 2024.
En 2016, elle réalise seule le 7e épisode intitulé Révélations de la série Le Secret des cailloux qui brillent, programmé et publié le 4 mai 2016 par Thomas Mathieu sur le site éponyme. C’est un épisode de comédie musicale dont les personnages chantent les morceaux qu’elle a aussi écrits. Pour Aniss El Hamouri, elle écrit le scénario et réalise le storyboard de Rudolph, le 22e épisode de la même série . Elle réalise seule Still Heroes mais dont la programmation est réalisée par Max Dolmas, sa colocataire,, une bande dessinée numérique au temps de lecture d'environ 1 min 15 s, intégrant des interactions et de l'animation, et ponctuée d'éléments sonores disponible sur les plateformes de jeux en ligne Steam et itch.io dans sa version française et anglaise en avril 2022. Elle raconte l'histoire d'une jeune femme prénommée Emeline et de ses amis qui décident de quitter leur groupe de super-héros. Elle se voit contrainte de remettre en question sa définition d’elle-même, surtout que certains défis semblent insurmontables, malgré ses capacités héroïques.
Elle publie également activement sur le site grandpapier.org de L'Employé du Moi ainsi que de courts récits sur Instagram. Elle est aussi une des illustratrices de L'Atlas des mondes fantastiques aux éditions PAM Hansel en 2021.
Comme musicienne lofi hip-hop, elle a un groupe Je Brûle avec Mortis Ghost. Puis, elle a un nouveau groupe Boroboro avec Chariospirale (aka  fantômage) où elle se produit sous le nom de scène exosquelette qui sort le premier EP Do ré mi fa sol la si dead en 2017. Le 2e EP Deux beaux robots sort en janvier 2018,.
Elle compose la bande originale du jeu vidéo Bisous de Feu de Tarmasz en 2019. Elle fait l’EP Super Gender Dysphoria II Turbo pendant le confinement de la pandémie de Covid-19 en 2020.
Ses planches sont exposées par l’Expérience BD qui propose une exposition immersive dont un espace est consacré à la bande dessinée alternative aux côtés de jeunes autrices bruxelloises soutenues par la Fédération Wallonie-Bruxelles lors de la fête de la BD à Bruxelles en 2020. L'année suivante, elle est commissaire d'exposition aux côtés de Johan De Moor, Olivier Grenson, Marc Hardy, Noémie Marsily, Mobidic, Séraphine, Judith Vanistendael et Jana Vasiljevic pour l'exposition collective United Comics of Belgium tenue au Centre belge de la bande dessinée à Bruxelles en mars 2021,,. Elle fait également partie des auteurs dont Wallonie-Bruxelles International monte l’exposition On dirait bien qu’il se passe quelque chose qui est présentée à Genève, Lima, Tétouan, Madrid et dans plus de 10 villes chinoises.
En 2024, elle est signataire de la pétition visant à interdire l'exposition de Bastien Vivès dans une galerie d’art bruxelloise au motif que cette exposition contribue à banaliser la culture du viol et la pédocriminalité.

## Œuvres

### Publications

#### Albums de bande dessinée

##### Mekka Nikki
- 1. Tome 1 Lorunis, Vide Cocagne, coll. « Grand Souk », Nantes, 6 novembre 2020
Scénario : Exaheva - Dessin et couleurs : Félix Laurent -  (ISBN 978-2-379-36014-5),Il s’agit des 19 premiers épisodes de la série.
- 1. Tome 1 Lorunis[7],[29], Les Humanoïdes associés, Paris, 3 avril 2024
Scénario : Exaheva - Dessin et couleurs : Félix Laurent -  (ISBN 978-2-7316-8448-3)
- 2. Tome 2 Tisgo, Vide Cocagne, coll. « Grand Souk », Nantes, 13 mai 2022
Scénario : Exaheva - Dessin et couleurs : Félix Laurent -  (ISBN 978-2-379-36015-2),regroupe les épisodes 20 à 38. L’histoire est terminée.
- 2. Tome 2[6],[30], Les Humanoïdes associés, Paris, 5 juin 2024
Scénario : Exaheva - Dessin et couleurs : Félix Laurent -  (ISBN 978-2-7316-0180-0)
- 3. Tome 3[31], Les Humanoïdes associés, Paris, 2 octobre 2024
Scénario : Exaheva - Dessin et couleurs : Félix Laurent -  (ISBN 978-2-7316-0180-0)
- 4. Tome 4[8], Les Humanoïdes associés, Paris, 2 octobre 2024
Scénario : Exaheva - Dessin : Félix Lauent - Couleurs : Félix Laurent -  (ISBN 978-2-7316-7976-2)

#### Œuvres numériques
- Still Heroes[14],[32], disponible sur les plateformes de jeux en ligne Steam et itch.io en 2022.

#### Fanzines
- Toi en Zombie[15], BD réalisée aux 24 Grand Papier de 2012, Jean Guichon Éditeur, 2013.
- Le Loyer[4], Jean Guichon Éditeur des nos 0 à 8 de septembre 2013 à mai 2014.
- Mekka Nikki[4], (2 saisons), Jean Guichon Éditeur à partir du no 1 en décembre 2015.

#### Illustration
- L'Atlas des mondes fantastiques, directeur de publication PAM Hansel avec Núria Tamarit, Gauvain Manhattan, Antoine Causaert, Amélie Fléchais, Victorin Ripert, Geoffroy Monde, Mortis Ghost, Exaheva, Valentin Seiche, Tarmasz, Nicolas Gendron, Yohan Sacré, Élodie Shanta, PAM Hansel, Chariospirale, Thibaut Rassat, Juliette Brocal, Anaïs Mamaar et Guillaume Penchinat, illustrations de Núria Tamarit, Mortis Ghost et Foliveli, 220 p., 2021,  (ISBN 9782957455508)

### Musique
(en) Exaheva sur SoundCloud

#### Boroboro avec Chariospirale
- [vidéo] « Boroboro - Do ré mi fa sol la si », sur YouTube
- [vidéo] « Deux beaux robots », sur YouTube

#### Musique originale de jeu vidéo
- [vidéo] « Bisous de feu OST : Thème des bisous de feu », sur YouTube

#### Interviews
- Exaheva (interviewée par Elsa), « Interview d’Exaheva, supernova de la BD (Finaliste Révélation Blog BD) », Madmoizelle,‎ 1er janvier 2013 (lire en ligne, consulté le 8 juin 2024).
- (en) Exaheva (interviewée par Emma Rossby), « Interview : Exaheva talks interactive storytelling and queerness in still heroes », Wuh-Whack,‎ 8 mars 2023 (lire en ligne, consulté le 8 juin 2024).
- Exaheva et Félix Laurent (interviewés), « Interview d'Exaheva et de Félix Laurent, à propos de « Mekka Nikki » », La Mouette hurlante,‎ 4 mai 2024 (lire en ligne, consulté le 23 juillet 2024).

### Émission de radio
- Discussion avec les créateurs de la série bd "Mekka Nikki" (Exaheva et Félix Laurent)  sur Radio Campus Bruxelles via Mixcloud, animation : Niko, (51 min 57 s), 31 octobre 2017.

### Podcasts
- Mai 2022 : Félix Laurent et Exaheva Radio Grandpapier, émission de mai 2022, (2 h).
- Exaheva est notre invitée ! Dans ma bulle #119 Dans ma bulle avec aVoir aLire, interview d'Exaheva (29 min), 2 juin 2022.
- Dans ma bulle #119. Exaheva est notre invitée ! sur avoir-alire.com (29 min 53 s), 30 juin 2022.